# ایریپابلیک

لوگو

اریپابلیک (به انگلیسی: ERepublik) یک بازی برخط چندنفره گسترده رایگان، تحت مرورگر وب است که توسط اریپابلیک لبز ساخته شده و از ۲۱ اکتبر ۲۰۰۸ به وسیلهٔ افراد ساکن کشورهای مختلف مورد استفاده قرار می‌گیرد.
اریپابلیک یک بازی تحت وب می‌باشد که به دلیل کم بودن زمان لودینگ(بارگذاری) صفحه، کاربران دیال‌آپ نیز می‌توانند از آن استفاده کنند. در این بازی می‌توان جزو شهروندان هر کشوری بود. در ایرپابلیک می‌توان فعالیت‌های اقتصادی، نظامی، سیاسی و مطبوعاتی داشت و حتی می‌توان فعالیت‌هایی ابداع کرد و آن‌ها را انجام داد.

## چکیده
ایرپابلیک یک جامعه مجازی و مخلوطی از بازی‌های استراتژیک دیگر است. بازیکنان این بازی می‌تواند در فعالیت‌های مختلف همراه با هزاران نفر دیگر اشتغال پیدا کرده و ساعت‌ها سرگرم شوند.
شهروندان این بازی می‌توانند صاحب یک کارخانه مجازی باشند که ۷ نوع صنعت و ۵ نوع مواد معدنی را شامل می‌شود یا فقط کارگر کارخانه باشند.
بازیکنان در این بازی می‌توانند عضو گروه‌های تفکری در بازی یا همان حزب‌های مجازی بشوند و در انتخابات رای بدهند یا مدیر مسئول و خبرنگار روزنامه باشند. همچنین بازیکنان می‌توانند به جنگ‌هایی که در بین کشورهای مجازی یا انقلاب‌هایی که برپا می‌شوند کمک کرده و بجنگند.

## نسخه‌ها
در ابتدا این بازی با نسخه بتا(اولین نسخه بعد از نسخه غیرقابل بازی)منتشر شد. در ۱۴ اکتبر ۲۰۰۸ نسخه بازی از بتا به نسخه "۱" تغییر کرد که در سیستم جنگ و ساختارهای سیاسی تغییرات زیادی ایجاد گردید و محیط کاربری در این نسخه پیشرفت چشم گیری کرد و بازی کامل‌تر شد. دریافت طلا (واحد پول مشترک جهانی) کمی سخت‌تر شده و همچنین تعدادی از امکاناتی که در نسخه بتا رایگان بود هزینه بردار شده‌است. همچنین سیستم گفتگوی آنلاین در آن اضافه شده‌است.

نمایی از صفحه اول بازی، برای بزرگ شدن بر روی آن کلیک کنید.